# Donja Bunuša
Donja Bunuša (cyr. Доња Бунуша) – wieś w Serbii, w okręgu jablanickim, w mieście Leskovac. W 2011 roku liczyła 261 mieszkańców.